# Sideritis arborescens
Sideritis arborescens — вид квіткових рослин родини глухокропивові (Lamiaceae).

## Опис
Стебла до 70 см, розгалужені, зі стоячими, стрункими звивистими гілками. Листя від лінійно-ланцетних до довгасто-ланцетних. Горішки 2,4–2,5 × 1,8–2 мм. 2n = 26. Цвіте з квітня по липень.

## Поширення
Населяє південь Піренейського півострова.